# لوكاس مولر
لوكاس مولر (بالألمانية: Lukas Müller)‏ هو متزلج قفز نمساوي، ولد في 14 مارس 1992 في فيلاخ في النمسا.

## وصلات خارجية
- لوكاس مولر على موقع الاتحاد الدولي للتزلج (القفز التزلجي) (الإنجليزية)